# Château de la Cour (Assé-le-Béranger)
Pour les articles homonymes, voir Château de la Cour.
Le Château de la Cour est un château français, situé à Assé-le-Béranger, dans le département de la Mayenne et la région des Pays de la Loire. Il est joignant au bourg . Son origine remonte au XIe siècle a été profondément remanié sous la Restauration.

## Historique
François-Augustin Gérault indique que « Le château, de la fin du XVe siècle était jadis entouré de douves, défendu par un pont-levis et flanqué par derrière de trois tours rondes, dont l'une sert aujourd'hui d'escalier. Au milieu de la façade s'élève une tour carrée qui est garnie de meurtrières, ainsi qu'une guérite en moellons de deux mètres de hauteur, située sur le bord des fossés ». La fuie existait toujours à la fin du XIXe siècle. Les chanoines du Mans revendiquent, en 1598, la seigneurie de paroisse contre le seigneur de la Cour. 
Vers 1600, Charles de Cervon rédigea un mémoire pour soutenir qu'il pouvait se dire seigneur d'Assé, les chanoines du Mans étant seigneurs de la châtellenie d'Assé. Il y aurait eu d'après cette tradition un château antérieur à celui du XVIe siècle, qui subsiste en partie. 
De ce dernier on parle ainsi dans l'acte de vente de 1623 : La Cour comprend « maison seigneuriale, fuye… close de murailles et fossés en partie, jardins clos de murailles et fossés. » En 1682, il y a quelques changements au moins dans les termes. L'aveu énumère : « maison seigneuriale, logis, hébergement, circuit et cour fermés de murailles et de fossés, pont et fuye à pigeons au dedans, jardins et verger clos de murs et de fossés à eaux. »
Aux chanoines qui prétendaient en 1624 que la Cour d'Assé n'avait aucun droit de forteresse, François Saybouez répondait « que les fortifications ont été à la Cour de temps immémorial comme elles sont, sans préjudice pour le chapitre ni pour les paroissiens qui pendant toutes les guerres y ont eu leurs coffres et ont encore. D'ailleurs, ajoute-t-il, le roi accorderoit sûrement ce droit. »,.
Charles de Cervon, pour s'attribuer la seigneurie d'Assé, disait qu'il avait pu faire enterrer Jean de Bouillé, son oncle, dans l'église, avec son titre de seigneur, au « lieu le plus éminent et honorable » ; qu'avant lui y avaient été inhumés Catherine de Favières, veuve de Foulques (ou Charles) Le Maire, Marie de Champs, aïeule dudit Charles de Cervon ; Charles de Bouillé, son grand-père. Il confesse d'ailleurs tenir sa seigneurie à foi et hommage des chanoines, châtelains, mais maintient que ceux-ci n'ont jamais eu château, ni titre de fondateurs ; que le mot Cour signifie seigneurie, que ses prédécesseurs, « largiteurs » aux chanoines, se sont soumis à tenir d'eux « par révérance pour l'Eglise, » et qu'il serait malséant à eux « de vouloir baisser l'autorité de la noblesse. »
Par sentence du bailli d'Assé, le boisseau de la Cour fut réduit à 29 pintes ½, la pinte conforme à celle de Sillé. L'ancien boisseau était de 32 pintes ½.

## Sources et bibliographie
- « Château de la Cour (Assé-le-Béranger) », dans Alphonse-Victor Angot et Ferdinand Gaugain, Dictionnaire historique, topographique et biographique de la Mayenne, Laval, A. Goupil, 1900-1910 [détail des éditions] (BNF 34106789, présentation en ligne)